# بایراملی (گدابیگ)
بایراملی (به لاتین: Bayramly) یک منطقه مسکونی در جمهوری آذربایجان است که در شهرستان گدابیگ واقع شده است.